# ル・シーニュ
ル・シーニュ (Le Cygne) は、漫画『機動戦士ガンダム エコール・デュ・シエル』に登場するモビルスーツ (MS)。エゥーゴの試作型ニュータイプ (NT) 専用MSである。
本項では、簡易量産機であるジェモについても併せて記述する。

## ル・シーニュ
メカニックデザインは佐山善則。インタビューによれば、佐山のデザインコンセプトは「ガンダムらしさを許容できる範囲で除外する」。「ル・シーニュ」とはフランス語で「はくちょう座」を意味する。

### 設定解説
ル・シーニュは、アナハイム・エレクトロニクスが開発したガンダムタイプMSである。グリプス戦役勃発後再び戦乱の世となった宇宙世紀0087年、エゥーゴ所属のニュータイプ (NT) パイロットアスナ・エルマリートのデータにバイオセンサーを調整され、専用機として納入された。
グリプス戦役当時は単機で複数のミッションに対応可能な可変MS、MA（モビルアーマー）が最繁期を迎えていたが、ル・シーニュはあえて時代に逆行した非変形の汎用機として建造された。機体構造も徹底的に簡素化され、軽量化・可動域拡大による機動性、運動性の向上に重きを置いた設計としている。当然装甲も必要最小限に抑えられており、耐弾性は同時代の標準機と比較してやや心許無い事は否めない（これは同じくアナハイム製の百式に近い設計思想であると言える）。
また、火力、ジェネレーター出力、スラスター推力などスペック的にも何一つ突出したものは無く、一見すれば「ネモに角がついただけ」のあまりに凡庸で特長の無い機体に見える。しかし、これは単純な高火力や高出力に頼る事無く、最小限かつ効率的な運用によって乗機のポテンシャルを引き出すアスナの操縦特性に対応した仕様であり、彼女の技量と噛み合うことで初めてその真価を発揮する。制御系にはパイロットのNT能力を最大限発揮するべくバイオセンサー（バージョン0）を本格的に導入。加えてアスナの過去の操縦データを反映し、最高のパフォーマンスを発揮できるよう調整されている。
ショルダーアーマーはガンダム系としては珍しく前方に張り出した特徴的な形状を持つ。これは作戦に応じてショルダーを換装し武装を変更するためである。通常は主にビーム・サーベルやガトリング砲が装備される。同様にバックパックも着脱・換装が容易な構造で、用途に応じた複数のバリエーションが存在する。

### 武装
ビーム・ライフル
百式のBR-M-87と同系統のビーム・ライフル。
ビーム・サーベル（ツイン・ビーム・トライデント）
柄の両端に出力デバイスを内蔵する双刃タイプの専用ビーム・サーベル。
専用シールド
本機と並行して開発された専用シールド。対弾性に劣る本機の防御力を補うための最重要装備であり、さらに複数の姿勢制御スラスターや機体モニタにリンクしたカメラを内蔵した複合ユニットである。シールドは腕と肘の前後で盾ラッチに噛ませる事で、スラスターのノズルが表面に露出する構造になっており、総重量増加による運動性低下を軽減している。シールドの4隅に内蔵されたカメラは隠密下での偵察活動に対応しており、機体メインカメラを使用せずとも必要十分な視界を確保できる。
肩部ガトリング砲（マシンキャノン）
肩部オプション装備の1つであるガトリング機関砲。ル・シーニュは運動性重視の観点から過度な固定火器は搭載されておらず、その都度任務に応じた装備を選択する事で総重量の軽減を図っている。
メガビームランチャー
肩部オプション装備の1つである高火力ビーム兵器。ジェモ、メタスへの転用も視野に開発されている。アクシズのMSガザCのナックルバスターを参考にしているが、E-CAPを増設することでタイムラグを発生させずに発射が可能となっている。

## ジェモ
ル・シーニュの量産仕様機。メカニックデザインは佐山善則。「ジェモ」とは、フランス語でふたご座を意味する「Gémeaux」が由来である。

### 設定解説（ジェモ）
ジェモは、ル・シーニュ開発の際製造された余剰パーツを元に、非NTの一般パイロット用に少数生産された機体である。
バイオセンサーや、そのほかのNT用機器はすべて取り払われ、より実戦での信頼性を重視した機体として再設計された。言わばル・シーニュの簡易量産型であるが、余剰機器の排除に伴って生まれた構造の余裕からさらなる装甲追加が可能となった結果、耐弾性はこちらが上回る。自重は多少増加してはいるが、ル・シーニュ譲りの運動性は健在である。
ル・シーニュ同様、両肩、バックパックの換装機能を持ち、各々の任務に最適な装備を選択できる。さらに兵站面での配慮から、当時のエゥーゴの主力機ネモ、リック・ディアスとも高い互換性を持ち、パーツや武装の流用が容易な設計となっている。

### 武装（ジェモ）
ビーム・ライフル
ジムIIやネモのBR-S-85-C2系と共通の装備。
ビーム・サーベル
ル・シーニュと共通の装備。肩部前方にマウントされている。
スモールシールド
ル・シーニュのスラスター内蔵シールドはコストや運用の特殊性から採用は見送られ、本機ではより取り回しに優れた小型シールドを使用する。ただし、これは主に近接戦用の装備であり、任務によってはネモ用の伸縮式シールドを装備する場合も多い。

### 劇中での活躍（ジェモ）
漫画『機動戦士ガンダム エコール・デュ・シエル』では、エゥーゴのアイリッシュ級戦艦ツバイカウに数機配備されている。
漫画『機動戦士ガンダムΖΖ外伝 ジオンの幻陽』では、第一次ネオ・ジオン抗争時にカラバへ配備されているのが確認されている。宇宙世紀0088年8月、ネオ・ジオンによる地球侵攻作戦において北米ニューヤーク基地防衛に使用された。